# Jeotgalibacillus alimentarius
Jeotgalibacillus alimentarius ist eine Bakterienart der  Firmicutes.

## Merkmale

### Erscheinungsbild
Die Zellen von Jeotgalibacillus alimentarius sind stäbchenförmig, mit einem Durchmesser von 1,0 bis 1,2 μm und einer Länge von 2,0 bis 4,0  μm. Auch längere Formen werden oft beobachtet. Sie sind peritrich begeißelt und somit aktiv beweglich (motil). Innerhalb von  angeschwollenen Sporangien werden entweder zentral oder subterminal liegende runde Endosporen gebildet.

### Wachstum und Stoffwechsel
Die Art Jeotgalibacillus alimentarius ist fakultativ anaerob. Die Temperatur für optimales Wachstum beträgt 30–35 °C. Wachstum erfolgt zwischen 10 und 45 °C.  Der optimale pH-Wert ist 7–8. Der Katalase- und der Oxidase-Test ist positiv. Das Enzym Urease ist nicht vorhanden. Das Bakterium reduziert Nitrat zu Nitrit. Es hydrolysiert Gelatine, Äskulin, Casein und Polysorbat 80 (Tween 80). Nicht genutzt werden Hypoxanthin, Stärke, Tyrosin und Xanthin.
Jeotgalibacillus alimentarius ist chemoorgano-heterotroph. Es kann mehrere Verbindungen als Kohlenstoffquelle unter Säurebildung nutzten, hierzu zählen die Monosaccharide Glucose, Fructose, Galactose und die Disaccharide Saccharose, Melibiose, Maltose und Trehalose. Auch der Dreifachzucker Raffinose und der Zuckeralkohol Mannitol wird von dem Bakterium genutzt. Kohlenhydrate, die nicht genutzt werden, sind die Zuckeralkohole Adonitol und Sorbitol, die Monosaccharide Arabinose und Rhamnose und das Disaccharid Cellobiose.

### Chemotaxonomische Merkmale

anteiso-C15:0 (anteiso-Pentadecansäure)

iso-C15:0 (iso-Pentadecansäure)

Jeotgalibacillus alimentarius zählt zu den grampositiven Bakterien, wobei der Gram-Test variabel ausfällt. Der GC-Gehalt in der DNA liegt bei 44 Mol-Prozent. Die überwiegende Menachinone sind MK-7 (62 %) und MK-8 (35 %). Dominierende Fettsäuren sind iso-C15:0 (47,6 %) und anteiso-C15:0 (15,2 %). Der Peptidoglycan-Typ ist A1α, die Oligopeptidketten des Mureins sind durch die Aminosäure L-Lysin verbunden.

## Systematik
Jeotgalibacillus alimentarius wurde von J. H. Yoon im Jahre 2001 erstbeschrieben. Sie zählt zu der Familie Planococcaceae der Ordnung Bacillales.

## Etymologie
Der Gattungsname Jeotgalibacillus leitet sich von dem neulateinischen Wort Jeotgalum her und bezieht sich auf die koreanischen fermentierten Meeresfrüchte Jeotgal, woraus das Bakterium isoliert wurde. Der Artname J. alimentarius leitet sich von dem lateinischen Adjektiv alimentarius ab, was so viel wie Nahrungsmittel betreffend bedeutet.